# Cefovecin
Cefovecin (Handelsname Convenia; Hersteller Pfizer) ist ein Arzneistoff aus der Gruppe der β-Lactam-Antibiotika, der in der Veterinärmedizin als Injektionspräparat für Hunde und Katzen zur systemischen Behandlung von Infektionen eingesetzt wird.

## Klinische Angaben

### Anwendungsgebiete (Indikationen)
Cefovecin ist ein β-Lactam-Antibiotikum, gehört zu den Cefalosporinen der 3. Generation und hat eine große therapeutische Breite gegen grampositive- und gramnegative Erreger. Gegen Pseudomonas aeruginosa und Enterococcen spp. hat Cefovecin keine antibakterielle Wirkung. Aufgrund der hohen Proteinbindung verweilt Cefovecin lange im Körper und besitzt eine hohe Plasmahalbwertszeit.

#### Hund
Cefovecin wird beim Hund vorzugsweise zur Behandlung von Infektionen der Harnwege, Weichteile und der Haut eingesetzt.
Pyodermien, Wunden und Abszesse
- Staphylococcus aureus, Staphylococcus intermedius, Pasteurella multocida, Escherichia coli, β-hämolysierende Streptokokken

Infektionen der Harnwege
- Staphylococcus intermedius, Proteus mirabilis, Escherichia coli

#### Katze
Bei der Katze wird Cefovecin zur Therapie von Infektionen der Haut, Weichteile und Harnwege verwendet.
Wunden und Abszesse
- Pasteurella multocida, Staphylococcus intermedius, β-hämolysierende Streptokokken, Prevotella orali, Fusobacterium spp., Bacteroides spp.

Infektionen der Harnwege
- Escherichia coli[2]

### Wechselwirkungen mit anderen Medikamenten
Bei der gleichzeitigen Applikation anderer Arzneistoffen mit einer hohen Proteinbindung, wie beispielsweise nicht-steroidaler Antiphlogistika (NSAIDs), Ketoconazol, Furosemid kommt es zu einer kompetitiven Verdrängung von Cefovecin. Dies resultiert in einer höheren renalen Ausscheidung, einer reduzierten Eliminationshalbwertszeit und somit zu einer verkürzten Wirkungsdauer.

## Pharmakologische Eigenschaften
Das Arzneimittel, bestehend aus Pulver und Lösungsmittel, enthält Cefovecin, ein β-Lactam-Antibiotikum aus der Gruppe der Cephalosporine der dritten Generation, das als einmalige subkutane Injektion in einer Dosierung von 8 mg Cefovectin pro kg Körpergewicht angewendet wird. Cefovecin besitzt ein niedriges Verteilungsvolumen (0,1 l/kg beim Hund; und 0,09 l/kg bei der Katze), mit einer großen Proteinbindung, woraus eine sehr lange Eliminationshalbwertszeit von rund 7 Tagen und eine äußerst lange Wirkungsdauer von bis zu 14 Tagen resultiert.
Die Indikationsstellung ist mit Blick auf die Bedeutung, welche die Anwendung antimikrobieller Substanzen in der Tiermedizin für eine Antibiotika-Resistenzentwicklung und -Verbreitung haben, restriktiv formuliert: Der Einsatz soll nur nach Durchführung einer Empfindlichkeitsprüfung erfolgen und nur bei Infektionen, die auf andere Klassen antimikrobiell wirksamer Arzneistoffen oder auf Cephalosporine der ersten Generation schlecht ansprechen.
Das Arzneimittel ist in Deutschland verschreibungspflichtig, in der Schweiz wurde es in der Verkaufskategorie A (Apotheken bei verschärfter tierärztlicher Rezeptpflicht) zugelassen.

## Sonstige Informationen

### Chemische und pharmazeutische Informationen
Cefovecin gehört zu den Cephalosporinen der 3. Generation und ist eine schwache Base mit guter Wasserlöslichkeit. Das Natriumsalz (CAS-Nummer 141195-77-9) hat die Summenformel: C17H18N5NaO6S2  mit der molare Masse 475,47 g·mol−1. Cefovecin-Natrium ist in verschiedenen Pufferlösungen frei löslich und weist bei einem pH-Wert von 6–8 eine maximale Stabilität auf. Aufgrund der hygroskopischen Eigenschaft des Cefovecin-Natriums sollte es absolut trocken gelagert werden.

### Studien
- In vitro activity of difloxacin against canine bacterial isolates J Vet Diagn Invest 12, 2000, S. 218–223 (PDF; 58 kB)
- In Vitro and In Vivo Activities of LB10522, a New Catecholic Cephalosporin Antimicrobial Agents and Chemotherapy, Aug. 1996, S. 1825–1831 (PDF; 269 kB)
- Antimicrobial Activity and Spectrum of PPI-0903M (T-91825), a Novel Cephalosporin, Tested against a Worldwide Collection of Clinical Strains Antimicrobial Agents and Chemotherapy, Aug. 2005, S. 3501–3512 (PDF; 88 kB)